# Funza (ort)
Funza är en ort i Colombia.   Den ligger i departementet Cundinamarca, i den centrala delen av landet, 19 km nordväst om huvudstaden Bogotá. Funza ligger 2 548 meter över havet och antalet invånare är 54 421.
Terrängen runt Funza är huvudsakligen platt, men åt sydväst är den kuperad. Runt Funza är det mycket tätbefolkat, med 4 188 invånare per kvadratkilometer. Närmaste större samhälle är Bogotá, 18,6 km sydost om Funza. Runt Funza är det i huvudsak tätbebyggt.